# Boris Kalin
Boris Kalin (24. června 1905, Solkan – 22. května 1975, Lublaň) byl slovinský sochař.

## Životopis
Absolvoval nižší gymnázium a střední odbornou školu. V letech 1924 až 1929 studoval na Akademii umění v Záhřebu. Jeho první výstava byla uspořádána v roce 1938 v Lublani. V roce 1942 se zapojil do Osvobozenecké fronty. Po osvobození byl zvolen poslancem slovinské skupščiny. Od roku 1945 byl profesorem sochařství na lublaňské akademii. V roce 1947 obdržel Prešernovu cenu za sochu Petnajstletna, v roce 1948 za bustu maršála Tita a v roce 1950 za Památník národněosvobozeneckého boje na Vrhnice. Od roku 1953 byl členem Slovinské akademie věd a umění.